# 揆常在
揆常在（？—1756年），姓名及出身均不詳，清朝乾隆帝之常在。

## 生平
揆常在的生年不詳，生辰則為七月初十日。目前並不清楚揆常在入宮之後，是否充任過宮女，也不清楚她是在何時、以何情況被乾隆帝收為後宮主位。雍正十三年九月二十四日，剛登極的乾隆帝下旨詔封高姓側福晉為貴妃，那拉姓側福晉為妃，蘇姓格格、黃姓格格為嬪，金姓格格為貴人，海姓格格、陳姓格格為常在，沒有揆常在之名，表明她並非乾隆帝潛邸時的侍妾。乾隆二年十二月三十日，乾清宮擺設萬歲爺晚宴，出席的後宮主位中只有一位不明身份，即裕常在，揆常在應在此後入宮。
乾隆十三年正月，已被封為揆常在（亦曾被寫作「奎常在」）。乾隆二十年八月三十日，太醫邵正文和孫埏柱等診得揆常在脈息微細，系「陰虛氣弱，淋痛經閉之症」。
乾隆二十一年五月二十六日，揆常在病故，同年十一月初三日奉安裕陵妃園寢。值得一提的是揆常在暫安在靜安莊時，為其進行二月祭的茶上人七十三等直接將餑餑桌放於地上供獻，並未為餑餑桌搭配高桌作為底桌，此事被發現後茶上人七十三等依律被鞭責，而總管飯茶各員則照例被罰俸。

## 影視作品
- 電視劇

| 年份 | 劇名   | 演員   | 剧中姓名 | 劇中稱謂           |
| 2018 | 如懿傳 | 夏瑜霞 | 方氏     | 宮女→揆答应→揆常在 |